# Ausländer
Pour les articles homonymes, voir Ausländer (homonymie).
Singles de Rammstein
Radio
(2019) Zeit
(2022)
Pistes de Rammstein
Zeig Dich Sex
Ausländer (en français : étranger) est le troisième single du groupe de metal industriel allemand Rammstein tiré de leur septième album, Rammstein. Il sort le 28 mai 2019.
Le texte est en allemand et le refrain contient également de l'anglais, de l'italien, du français et du russe.

## Thème
Dans un premier temps, ce titre semble aborder le sujet du tourisme sexuel. Le narrateur apprend différentes langues étrangères afin d'établir le contact avec des femmes en vacances, dans le but de passer quelques heures avec elles. Toutefois le sens de cette chanson va plus loin. Le clip vidéo du groupe montre un groupe d'européens débarquant d'un canot pneumatique, pour modifier profondément le cours de la vie d'une tribu d'autochtones. La variété des interprétations possibles tourne autour d'une certaine idée de la liberté sexuelle et de l'absence d'attachement.

## Liste des pistes
CD
| No | Titre                            | Durée |
| -- | -------------------------------- | ----- |
| 1. | Ausländer                        | 3:51  |
| 2. | Radio                            | 4:37  |
| 3. | Ausländer (remix de Felix R3HAB) | 3:50  |
| 4. | Ausländer (Felix Jaehn)          | 3.27  |
| 5. | Radio (remix de Twocolors)       | 5:00  |

Microsillon
| No | Titre                      | Durée |
| -- | -------------------------- | ----- |
| 1. | Ausländer                  | 3:51  |
| 2. | Radio                      | 4:37  |
| 3. | Radio (remix de Twocolors) | 5:00  |

## Clip vidéo
Comme le single précédent Radio, Ausländer est réalisé par Jörn Heitmann. Il est disponible sur internet le 28 mai 2019 à 19h00 (CET).
Le clip met en scène les six membres du groupe, vêtus comme à l'époque coloniale. Ils pagaient sur un canot portant l'inscription M.S. Rammstein et accostent sur une côte, probablement en Afrique, où ils sont reçus par les autochtones noirs qui leur souhaitent la bienvenue. Par la suite, les membres du groupe sont accueillis dans la communauté et un échange culturel a lieu : ils vont à la chasse avec les locaux et goûtent leur nourriture. En retour, ils font du prosélytisme occidental envers les autochtones en leur apprenant à jouer du tuba, par exemple. Le soir, une fête a lieu où tout le monde danse autour du feu et les membres du groupe disparaissent progressivement avec des femmes dans leurs huttes. À la fin de la vidéo, le groupe fait ses adieux aux autochtones. Des femmes portent des enfants blancs dans leurs bras. Alors que cinq membres du groupe reprennent la mer, Flake doit rester sur place, retenu par une femme autochtone.

## Accueil
La pochette du single montre les six membres du groupe vêtus des costumes coloniaux du clip. Ils sont assis à une table devant une tente. Derrière eux se trouvent les femmes autochtones seins nus. Sur certaines plateformes comme Facebook, cette pochette a été censurée car présentant des corps partiellement dénudés.

## Classements
| Classement (2019)                      | Meilleure position |
| -------------------------------------- | ------------------ |
| Allemagne (GfK Entertainment)          | 2                  |
| Autriche (Ö3 Austria Top 40)           | 29                 |
| Belgique (Flandre Ultratop 50 Singles) | 29                 |
| Hongrie (Rádiós Top 40)                | 19                 |
| Hongrie (Stream Top 40)                | 29                 |
| Suède (Sverigetopplistan)              | 3                  |
| Suisse (Schweizer Hitparade)           | 38                 |